# 도리아나무타기캥거루
도리아나무타기캥거루(Dendrolagus dorianus)는 캥거루과에 속하는 나무타기캥거루 유대류의 일종이다. 뉴기니섬 산지의 해발 고도 600~3650m 지역에서 발견된다. 주로 홀로 생활하며, 야행성 동물이다. 1883년 램지(Edward Pierson Ramsay)가 명명했으며, 학명은 이탈리아 동물학자 도리아(Giacomo Doria)의 이름에서 따 지었다.
가장 큰 나무타기캥거루 종으로 몸무게가 6.5~14kg 정도이며, 몸길이는 51~78cm 범위에 꼬리 길이는 44~66cm이다. 길고 무성한 갈색 털을 갖고 있으며, 귀는 검고 꼬리는 연한 갈색 또는 크림색을 띠지만, 꼬리가 휘감거나 쥐는 힘은 갖지 못한다. 크고 힘이 센 발톱과 땅딸막한 몸을 갖고 있으며, 외모가 곰을 닮았다. 먹이는 다양한 식물 잎과 새싹, 꽃과 열매 등이다. 임신 기간은 약 30일이다. 새끼를 낳은 후 최대 10개월 동안 어미의 육아낭에서 머문다.
도리아나무타기캥거루는 멸종취약종으로 분류한다. 벌목과 개간 등으로 숲 서식지가 위협 받고 있다. 몸크기 때문에 고기 거래를 위한 사냥에 취약하다.